# パナマ市
パナマシティ（スペイン語: Ciudad de Panamá シウダ・デ・パナマ、英語: Panama City）は、パナマ共和国の首都。太平洋に面しパナマ運河の入り口である。国の政治、経済、文化の中心だけではなく、中米有数の世界都市でもある。また、中米有数の金融センターとしても評価されており、世界各国の銀行が進出している。また旧市街地はパナマ・ビエホとパナマ歴史地区として世界文化遺産に登録されており、多くの観光客を集めている。パナマの守護聖人はサンタ・マリア・ラ・アンティグア

## 歴史

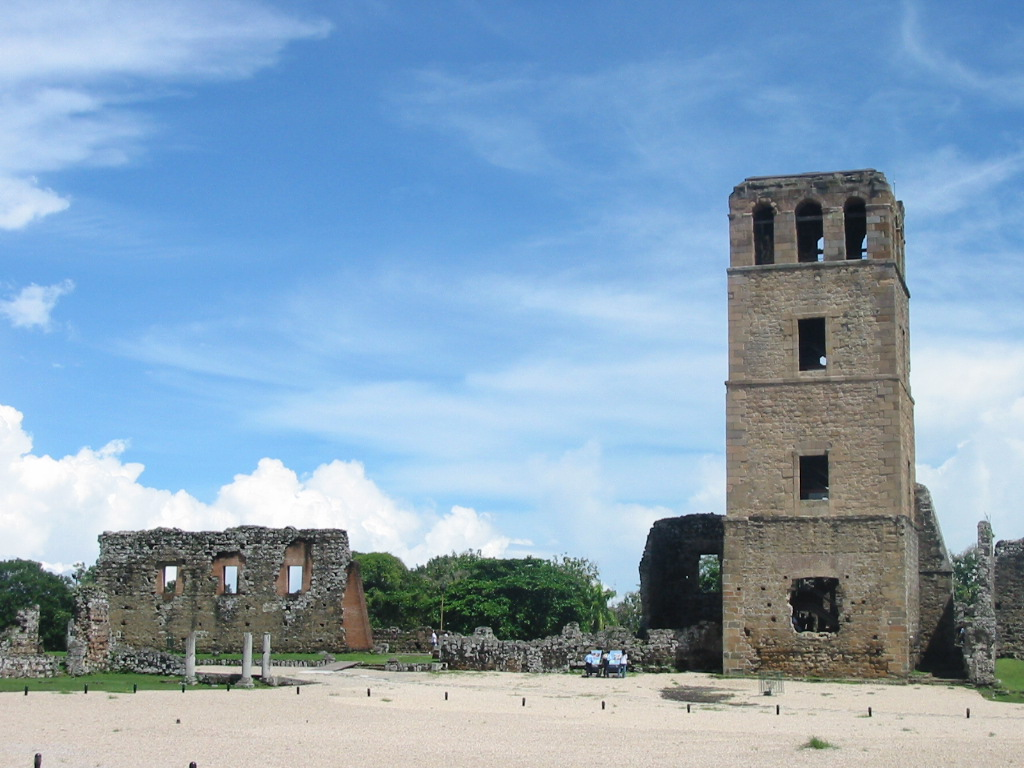
パナマ・ビエホの大聖堂と鐘楼跡

パナマシティは、1519年8月15日にペドロ・アリアス・デ・アビラにより建設されたことから始まる。昔も今もこの都市は、地峡を利用した国際貿易と金融業で繁栄している。かつては、南米ペルーへの探検と、黄金や銀をスペインへ運ぶための拠点であった。1671年1月28日には、1400人の海賊を率いてやってきたイギリス人のヘンリー・モーガンが都市を攻撃、黄金を略奪後、火を使い破壊した。このときの遺跡はパナマ・ビエホと呼ばれ、今日では国内有数の観光名所となっている。ヘンリー・モーガンによる破壊の後、1673年に町は全て約11km西南のカスコ・ビエホに移転した。
1848年にカリフォルニアで金が発見され、地峡を渡りアメリカ西海岸へ行く人々が増加した。金の発見の前年、パナマ鉄道会社が設立されたが、1855年まで運行はなかった。1848年から1869年の間に、約375,000人が大西洋から太平洋へ、約225,000人が太平洋から大西洋へ、地峡を利用して渡った。この移動がパナマシティを再び繁栄へ導いた。
交通量の増大がパナマ運河建設へと向かわせ、フランス人技師フェルディナン・ド・レセップス主導で1880年1月1日に建設を開始したが、工事の技術的問題と資金調達の両面で難航し、1889年に計画を放棄した。しかし計画は頓挫したわけでなく、1902年、アメリカ合衆国が連邦議会でパナマ地峡に運河を建設することを決定した。1903年から工事を始め、3億ドル以上の資金を投入し、1914年8月15日に開通した。
パナマ運河の建設は、パナマシティのインフラ整備を促進した（例:市内全域への上水道付設）。

## 気候
ケッペンの気候区分ではサバナ気候（Aw）に属する。5 から 12 月が雨季にあたる。月平均気温は年間を通して 28 °C 程度で一定している。熱帯収束帯の影響を受けやすく、乾季も雲の発生が盛んなため、日照時間は他の熱帯域と比べても少なめである。
| パナマ市（1971–2000年）の気候                          | パナマ市（1971–2000年）の気候 | パナマ市（1971–2000年）の気候 | パナマ市（1971–2000年）の気候 | パナマ市（1971–2000年）の気候 | パナマ市（1971–2000年）の気候 | パナマ市（1971–2000年）の気候 | パナマ市（1971–2000年）の気候 | パナマ市（1971–2000年）の気候 | パナマ市（1971–2000年）の気候 | パナマ市（1971–2000年）の気候 | パナマ市（1971–2000年）の気候 | パナマ市（1971–2000年）の気候 | パナマ市（1971–2000年）の気候 |
| 月                                                     | 1月                           | 2月                           | 3月                           | 4月                           | 5月                           | 6月                           | 7月                           | 8月                           | 9月                           | 10月                          | 11月                          | 12月                          | 年                            |
| ------------------------------------------------------ | ----------------------------- | ----------------------------- | ----------------------------- | ----------------------------- | ----------------------------- | ----------------------------- | ----------------------------- | ----------------------------- | ----------------------------- | ----------------------------- | ----------------------------- | ----------------------------- | ----------------------------- |
| 平均最高気温 °C （°F）                                 | 33.4 (92.1)                   | 34.2 (93.6)                   | 34.8 (94.6)                   | 35.4 (95.7)                   | 34.5 (94.1)                   | 33.8 (92.8)                   | 33.9 (93)                     | 33.9 (93)                     | 32.9 (91.2)                   | 32.6 (90.7)                   | 32.9 (91.2)                   | 33.3 (91.9)                   | 33.8 (92.8)                   |
| 平均最低気温 °C （°F）                                 | 18.5 (65.3)                   | 18.4 (65.1)                   | 18.4 (65.1)                   | 19.5 (67.1)                   | 21.1 (70)                     | 21.3 (70.3)                   | 21.0 (69.8)                   | 20.9 (69.6)                   | 21.0 (69.8)                   | 20.8 (69.4)                   | 20.3 (68.5)                   | 19.2 (66.6)                   | 20.0 (68)                     |
| 雨量 mm （inch）                                       | 29.3 (1.154)                  | 10.1 (0.398)                  | 13.1 (0.516)                  | 64.7 (2.547)                  | 225.1 (8.862)                 | 235.0 (9.252)                 | 168.5 (6.634)                 | 219.9 (8.657)                 | 253.9 (9.996)                 | 330.7 (13.02)                 | 252.3 (9.933)                 | 104.6 (4.118)                 | 1,907.2 (75.087)              |
| 平均降雨日数 （≥0.1 mm）                               | 2.9                           | 1.3                           | 1.4                           | 4.9                           | 15.0                          | 16.0                          | 14.0                          | 15.0                          | 17.0                          | 20.0                          | 16.0                          | 7.5                           | 131.0                         |
| 平均月間日照時間                                       | 228.9                         | 245.2                         | 183.9                         | 173.1                         | 108.5                         | 116.3                         | 106.1                         | 118.1                         | 99.2                          | 103.9                         | 139.8                         | 120.5                         | 1,743.5                       |
| 出典1：World Meteorological Organization               |                               |                               |                               |                               |                               |                               |                               |                               |                               |                               |                               |                               |                               |
| 出典2：ETESA (sunshine data recorded at Albrook Field) |                               |                               |                               |                               |                               |                               |                               |                               |                               |                               |                               |                               |                               |

## 交通
- 2014年4月5日、市内を結ぶパナマメトロの最初の区間が開業した[4]。
- 市郊外のトクメン国際空港からアメリカ大陸およびヨーロッパの各都市と航空路で結ばれている。また同空港は世界8位の路線網を誇るコパ航空が拠点を置いている[1]。

## ギャラリー

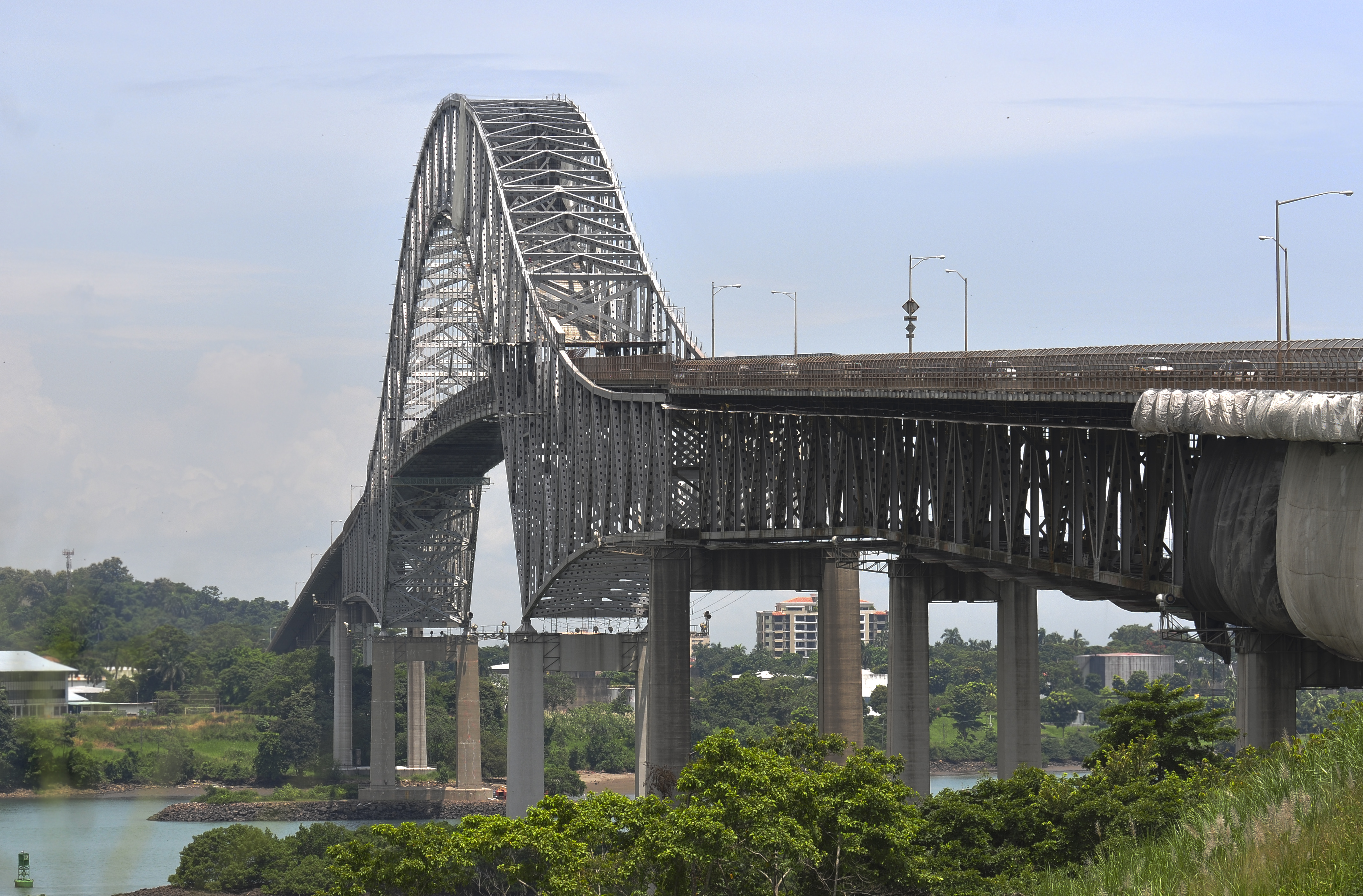
アメリカ橋
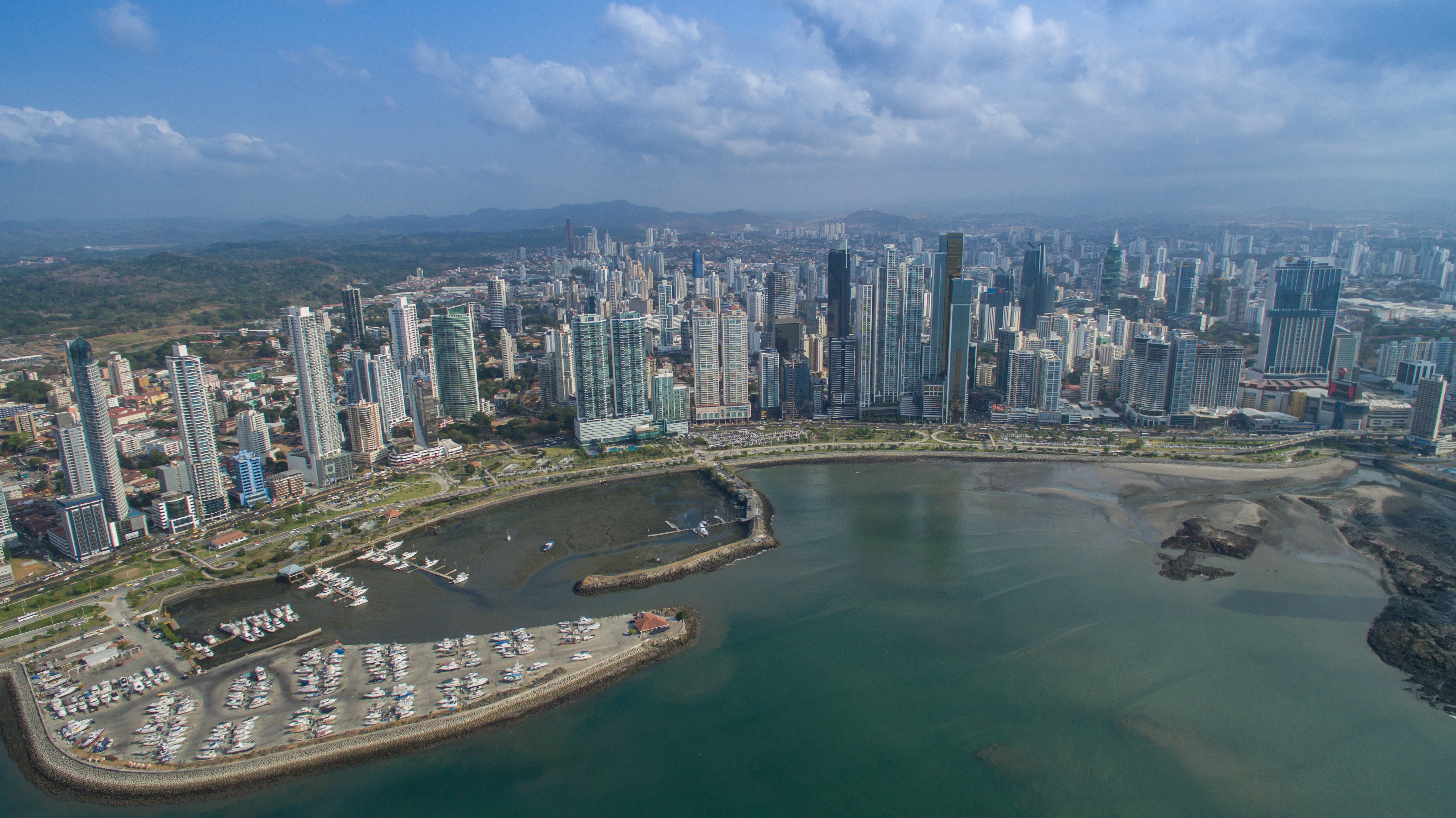
パナマ市の中央業務地区
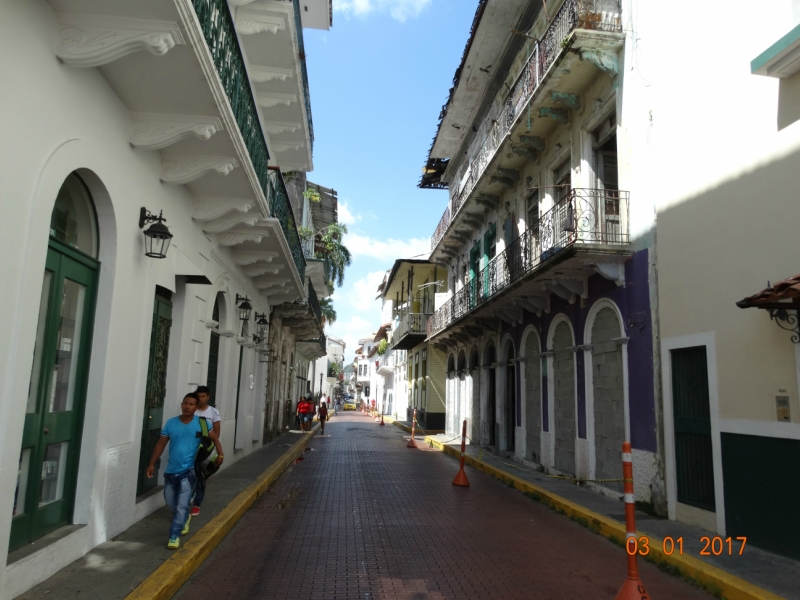
旧市街の街並み
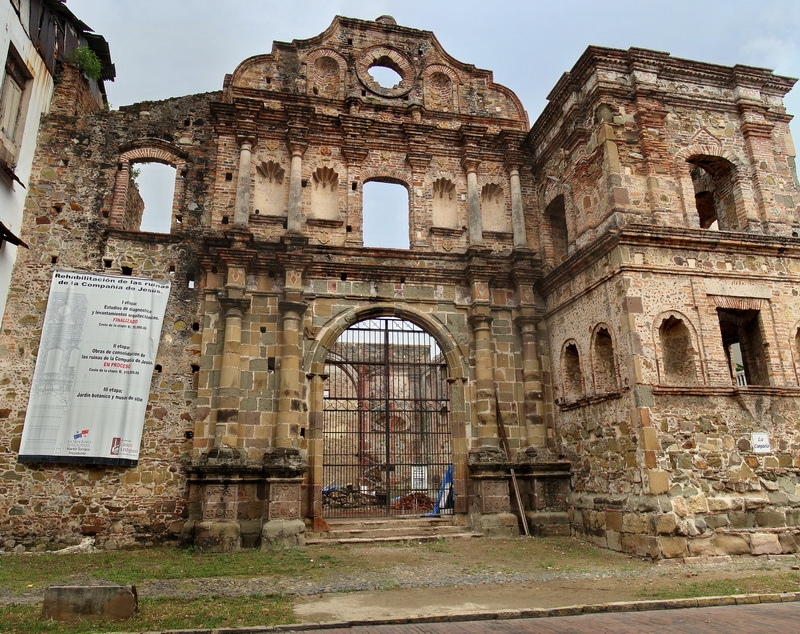
イエズス会の修道院跡

## 姉妹都市
- マドリード（スペイン）
- 仁川広域市（韓国）
- 東莞市（中国）
- 台北市（台湾）
- 今治市（日本）
- フォートローダーデール（米国）
- マイアミ（米国）
- サンディエゴ (米国)
- グアダラハラ（メキシコ）
- テルアビブ（イスラエル）
- ピレウス (ギリシャ)[5]